# August Moritz Ferdinand Schauenburg
August Moritz Ferdinand Schauenburg (* 7. November 1863 in Lahr; † 13. März 1933 ebenda) war ein deutscher Verleger.

## Leben
August Moritz Ferdinand Schauenburg leistete nach dem Abitur 1882 in Lahr zunächst seinen einjährigem Militärdienst in Heidelberg ab und wurde zum Oberleutnant der Reserve befördert. Anschließend studierte er Nationalökonomie in Berlin, Leipzig, Heidelberg und promovierte in Philologie. Während seines Studiums wurde er 1884 Mitglied der Burschenschaft Normannia Leipzig. Seine Eltern waren Johann Moritz Konrad Schauenburg (1827–1895) und Julie Amalie Schauenburg, geb. Geiger. Seine Mutter war die Enkelin des Gründers der Druckerei und des Verlags Geiger in Lahr, den sein Vater als Moritz Schauenburg Verlag unter anderem mit dem Kalender Lahrer Hinkender Bote zu großem Erfolg brachte und den August Moritz Ferdinand Schauenburg in der Nachfolge seines Vaters in der Zeit von 1895 bis 1933 leitete. Er war in der Vorstandschaft des Reichswaisenhauses in Lahr, welches seinerzeit das erste in Deutschland, 1876 von dem Redakteur Albert Bürklin in Vorschlag gebracht und von seinem Vater gefördert wurde. Er war seit 1897 mit Marie Luise Karoline, geb. Brauch, Tochter des Medizinalrats und Geheimen Hofrats Max Brauch in Kehl, verheiratet. Das Ehepaar hatte 3 Söhne und eine Tochter.

## Werke
Reisenotizen eines Chicagoreisenden. Für Freunde als Manuskript gedruckt.  Druck von Moritz Schauenberg, Lahr 1893 (Digitalisat)